# Ipotesi su Maria
Ipotesi su Maria è un saggio dello scrittore e giornalista italiano Vittorio Messori.

## Contenuto
Il libro è uscito nel 2005, ma la prima stesura era stata pubblicata diversi anni prima sul mensile Jesus come Taccuino mariano. Fin dal successo di Ipotesi su Gesù, nel 1976, era stato chiesto a Messori di scrivere un libro analogo su Maria.
Nel 2015 è stata pubblicata dalle Edizioni Ares una nuova edizione, con tredici capitoli inediti (più di 120 pagine aggiunte ai 50 capitoli originari).

## Edizioni
- Vittorio Messori, Ipotesi su Maria, Edizioni Ares, 2005,  p. 545, ISBN 88-8155-338-4.
- Vittorio Messori, Ipotesi su Maria, Edizioni Ares, 2015,  p. 672, ISBN 88-8155-671-5.